# João Gonçalves de Menezes
João Gonçalves de Menezes foi um comerciante, proprietário rural e militar do século XIX, no Brasil. De suas terras originou-se grande parte da região urbanizada do município de São Gonçalo, que hoje constitui-se no bairro de Alcântara (São Gonçalo), região metropolitana do Rio de Janeiro.

## Biografia
Descendente da antiga Família Gonçalves de Menezes, originária das terras da antiga Honra de Fralães, Portugal, foi o único varão dos sete filhos de Joaquim Gonçalves de Menezes (c. 1839, Nine, Portugal - ?) e de Eulália Emília da Ascensão (?, Nine, Portugal - ?, Rio de Janeiro, Brasil), que passaram de Portugal para o Brasil.
Casou-se a 1 de março de 1888, no Rio de Janeiro, com Hermínia Luisa Ávila, filha de Joaquim Luiz d'Ávila e de Catarina Luisa Pinheiro de Campos, com quem teve nove filhos, todos nascidos na cidade do Rio de Janeiro: João Gonçalves de Menezes, Antônio Gonçalves de Menezes, Hermínia Gonçalves de Menezes, Eulália Gonçalves de Menezes, Maria Gonçalves de Menezes, Joaquim Gonçalves de Menezes, Edmundo Gonçalves de Menezes, Catharina Ávila de Menezes, e Isabel Gonçalves de Menezes.

## A fazenda, a estação, e finalmente o bairro
Comerciante de tabaco no Rio de Janeiro, João Gonçalves de Menezes, estabeleceu-se também como ruralista na localidade hoje transformada no bairro de Alcântara (São Gonçalo), Rio de Janeiro, no final do século XIX. Suas terras abrigavam a estação de Alcântara da ferrovia que cortava a região, por onde a maior parte de sua produção rural era escoada em direção à capital da província. O bairro surgiu mais tarde, já no século XX, junto à estação de trem, e se desenvolveu no cruzamento da rodovia estadual RJ-104 (construída na década de 1940, fazendo a ligação da capital carioca com o norte fluminense) com o antigo traçado da Estrada Geral, que por sua vez fazia a ligação das antigas fazendas do extremo oeste do município (Pachecos e Santa Izabel) à sua sede (Centro), bem como aos antigos portos de São Gonçalo. Numa alusão à Família Gonçalves de Menezes, hoje em dia encontra-se a Estrada dos Menezes, situada na localidade atual de Mutondo, município de São Gonçalo.